# Volkswagen Tiguan
Volkswagen Tiguan (укр. Фольксваген Тігуан) — компактний SUV автоконцерну Volkswagen, виготовляється з 2007 року, побудований на платформі Volkswagen Golf. Назва Тігуан з'явилась після з'єднання слів Тигр і Ігуана.

## Перше покоління (5N; 2007-2015)
Перше покоління Volkswagen Tiguan випускають на заводах Volkswagen в Вольфсбурзі Німеччина та Калузі Росія. Концепт-кар вперше представлений на автосалоні в Лос-Анджелесі 2006 року. Серійний автомобіль був представлений в 2007 році на Франкфуртському автосалоні. У тому ж році на автосалоні в Шанхаї Фольксваген представив Tiguan HY Motion на водневих паливних елементах.
Автомобіль збудовано на платформі A5 (PQ35), що й Volkswagen Golf Plus і випускається як з приводом на передню вісь, так і з повним приводом. Двигуни - 1,4 TSI (механічний нагнітач + турбонаддув - 150 к.с і без механічного нагнітача з турбонаддувом - 122 к.с), 2,0 TSI (турбонаддув 170 к.с. і 200 к.с.) і 2,0 TDI (140 к.с.). В повноприводній версії за підключення задніх коліс відповідає муфта Haldex, забезпечуючи повний привід із змінним розподілом крутного моменту між ос'ями.

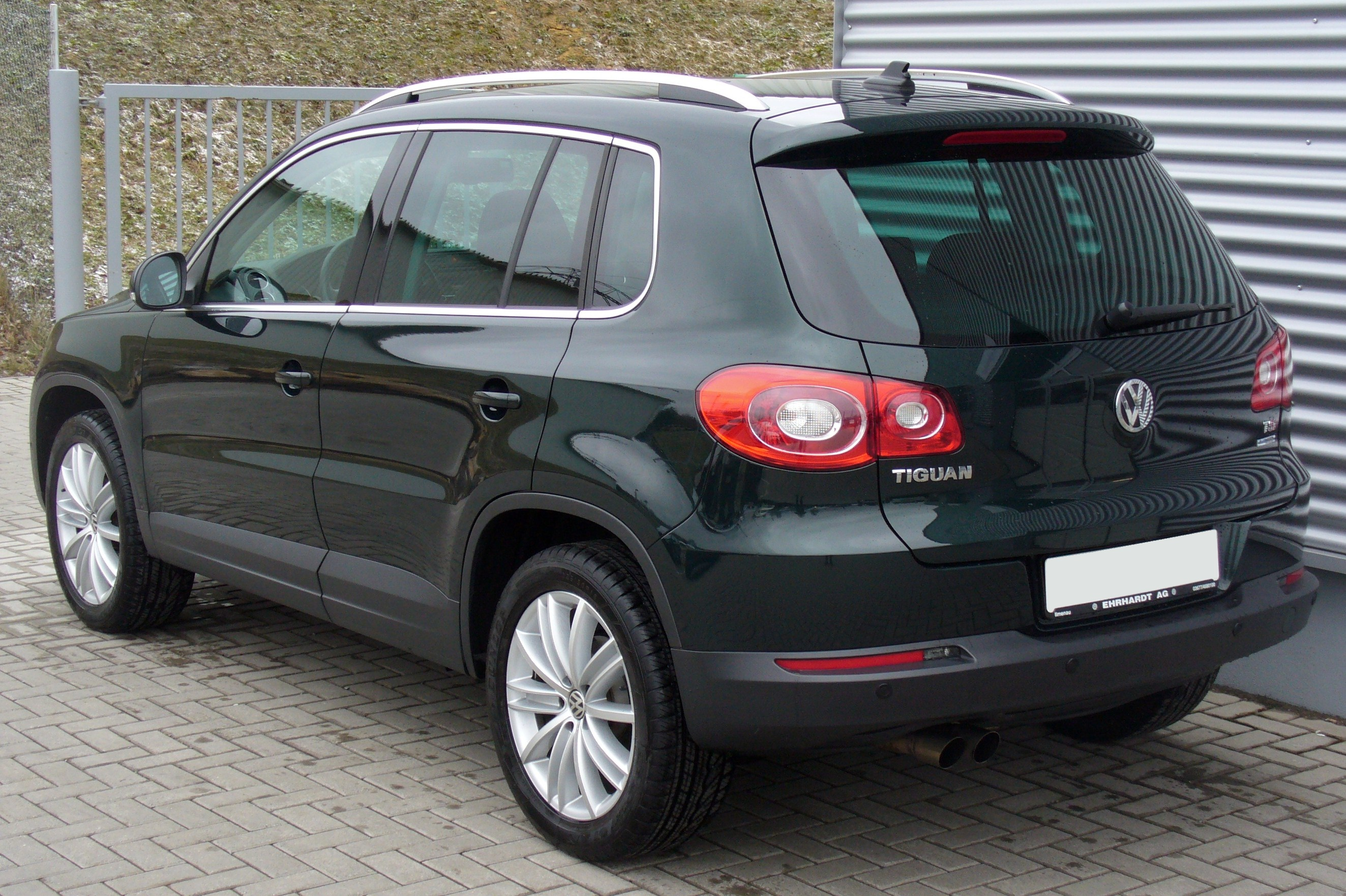
VW Tiguan Sport & Style (2007–2011)
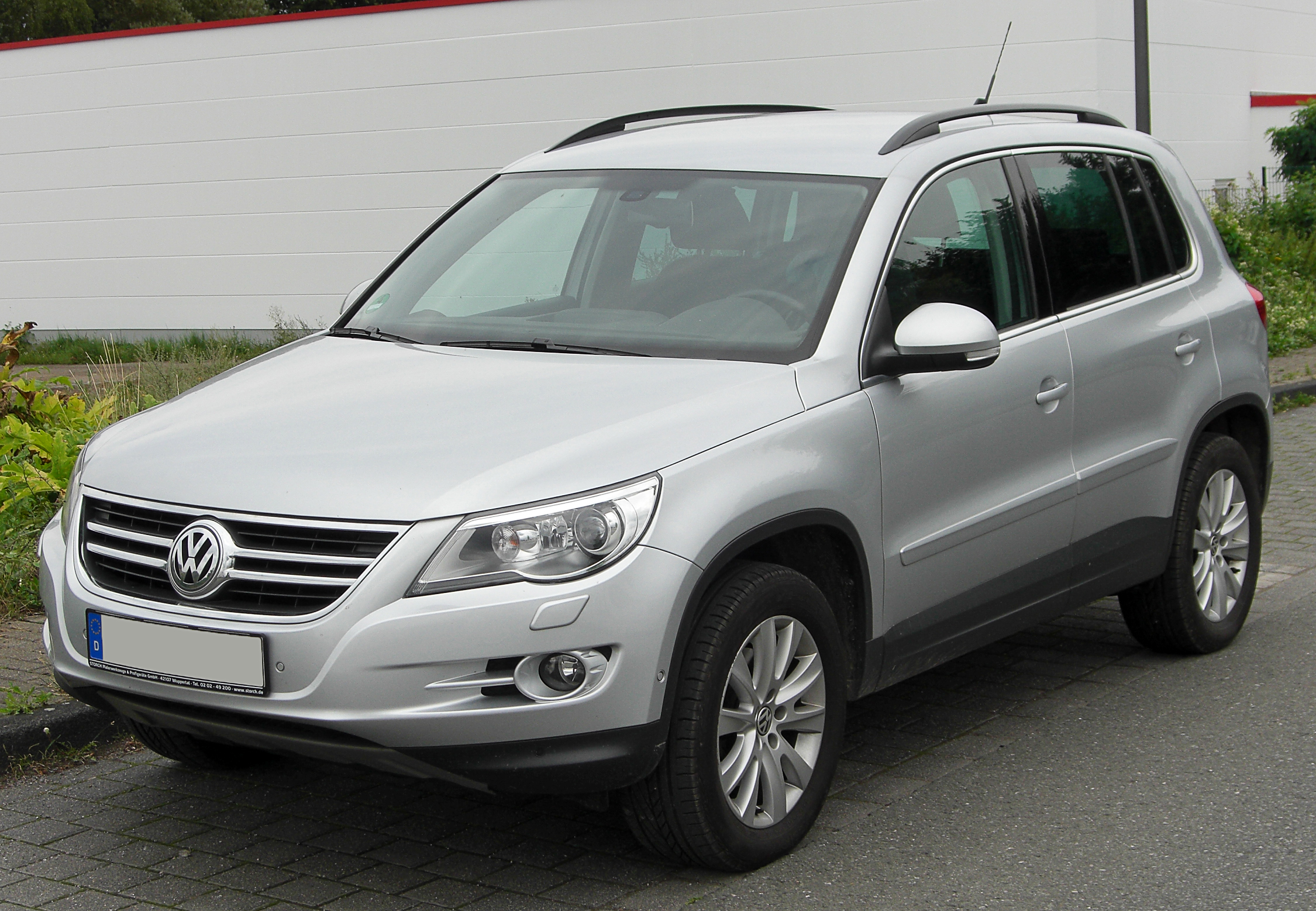
VW Tiguan Track & Field (2007–2011)
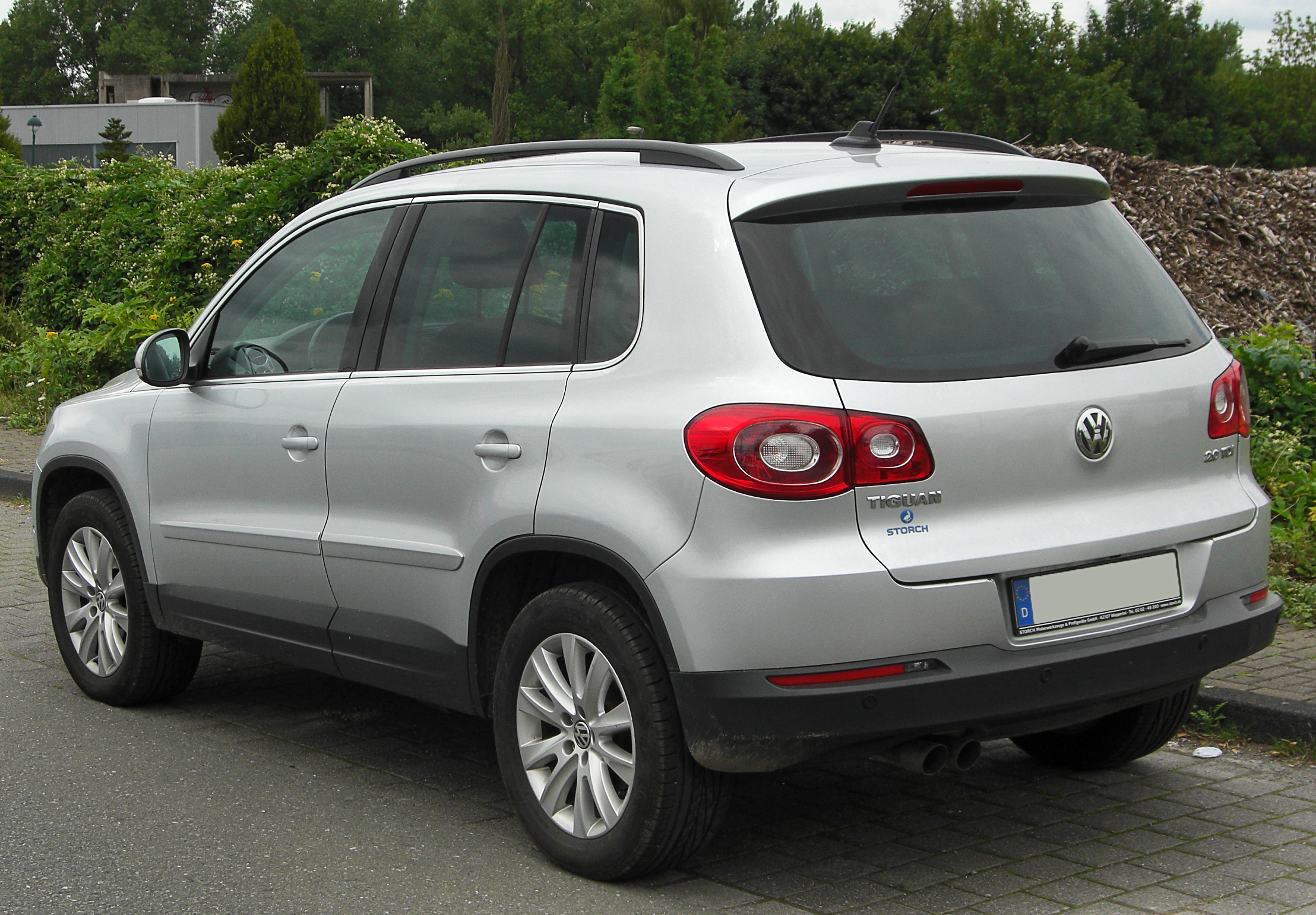
VW Tiguan Track & Field (2007–2011)
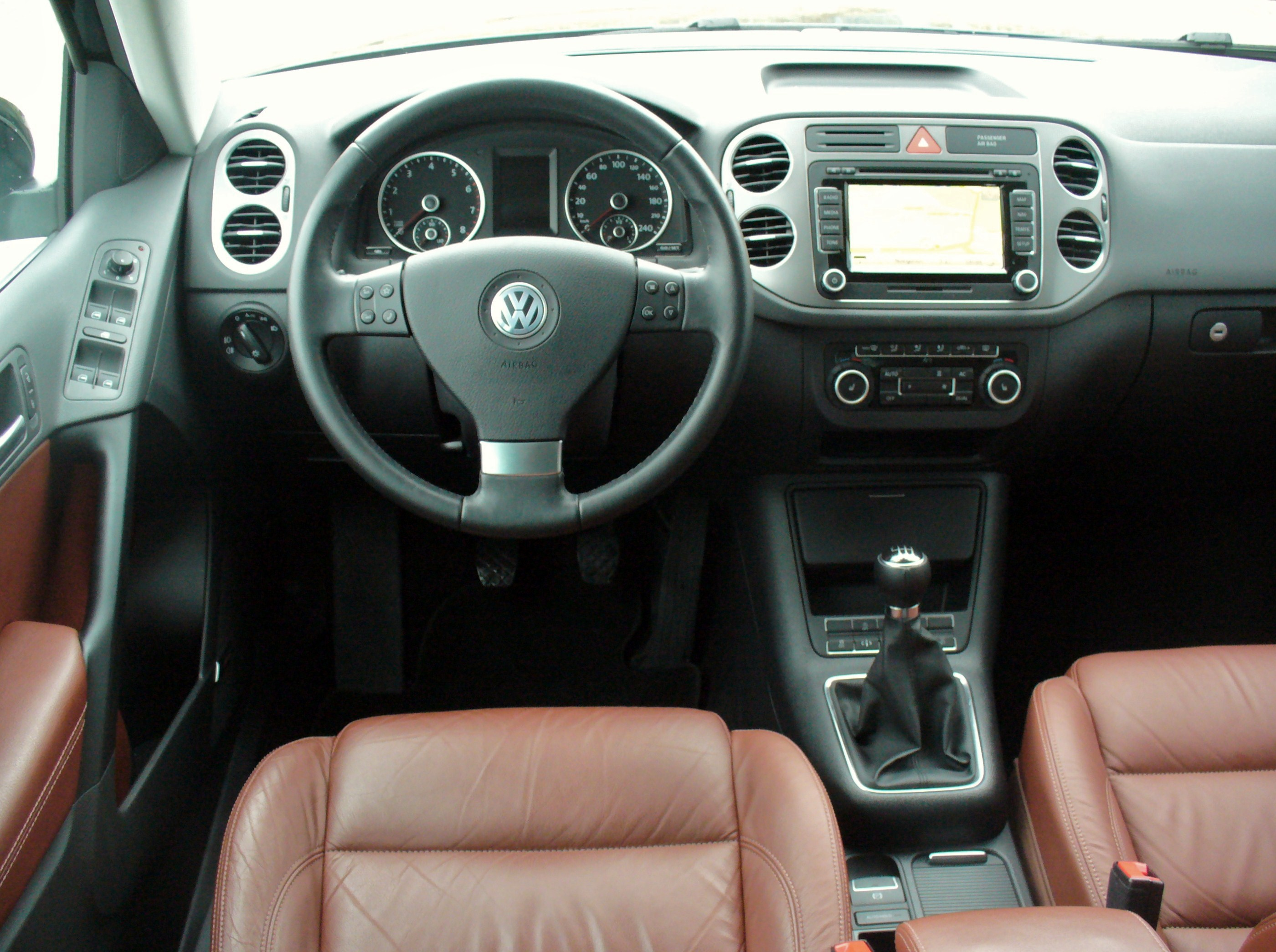
Вигляд салону

### Результати з Краш-Тесту
| Зірки в Euro NCAP з Краш-тесту |

### Фейсліфтинг
У липні 2011 року Tiguan було модернізовано. Зовнішні відмінності — менш широкі фари, переглянуті передній і задній бампери і змінені задні ліхтарі.
Технічні нововведення стосувалися двох бензинових двигунів:
На початку 2011 року набір 1.4 TSI потужністю 110 кВт (150 к.с.) замінено на 118 кВт (160 к.с.).
2,0 TSI потужністю 147 кВт (200 к.с.) також замінили на більш сучасний і економний двигун 155 кВт (210 к.с.).
За шість місяців до реконструкції представлено 2,0 TSI потужністю 125 кВт (170 к.с.), після модернізації замінено на новий потужністю 132 кВт (180 к.с.).
Всього виготовили 2,64 млн. автомобілів першого покоління.

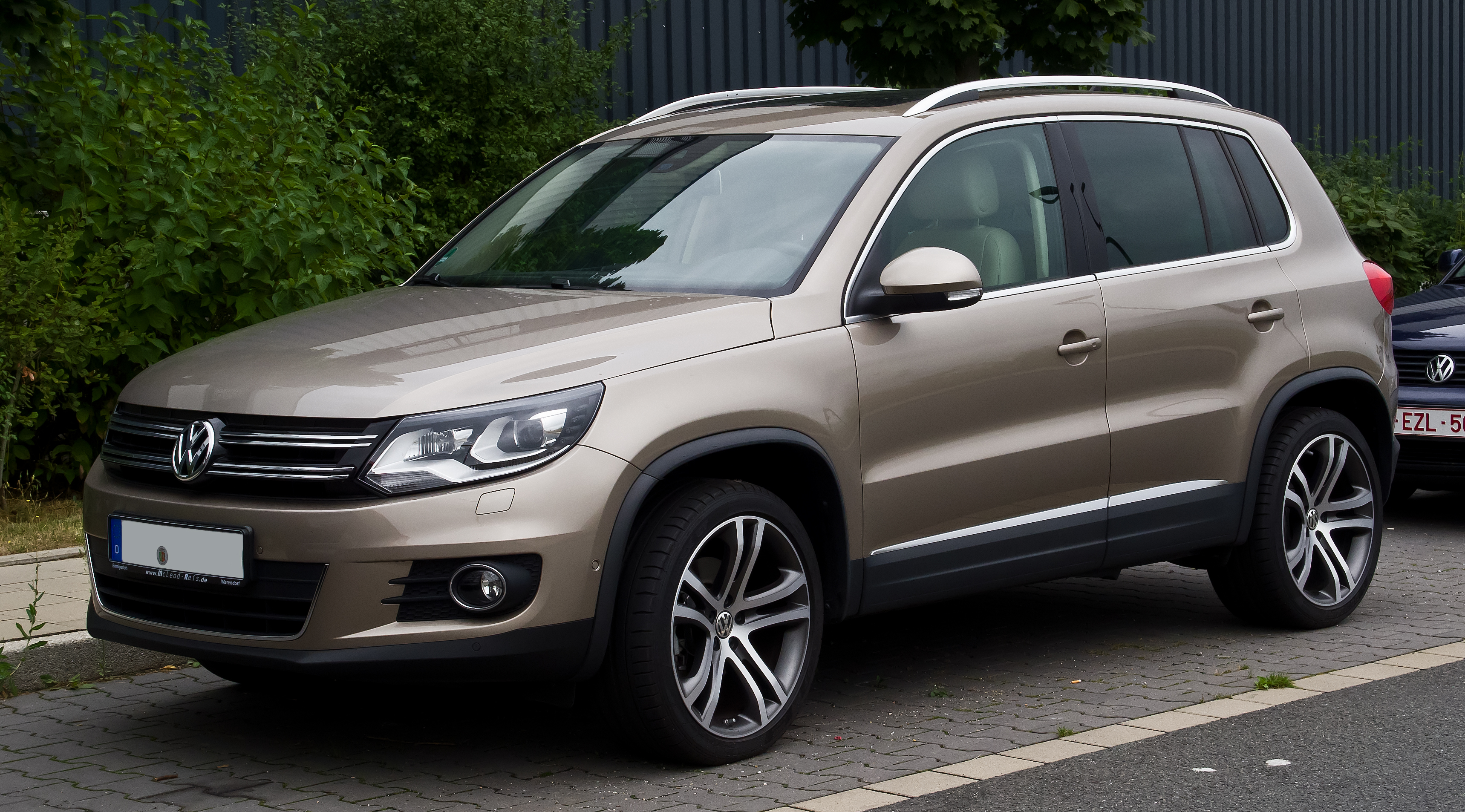
VW Tiguan Sport & Style (з 2011)
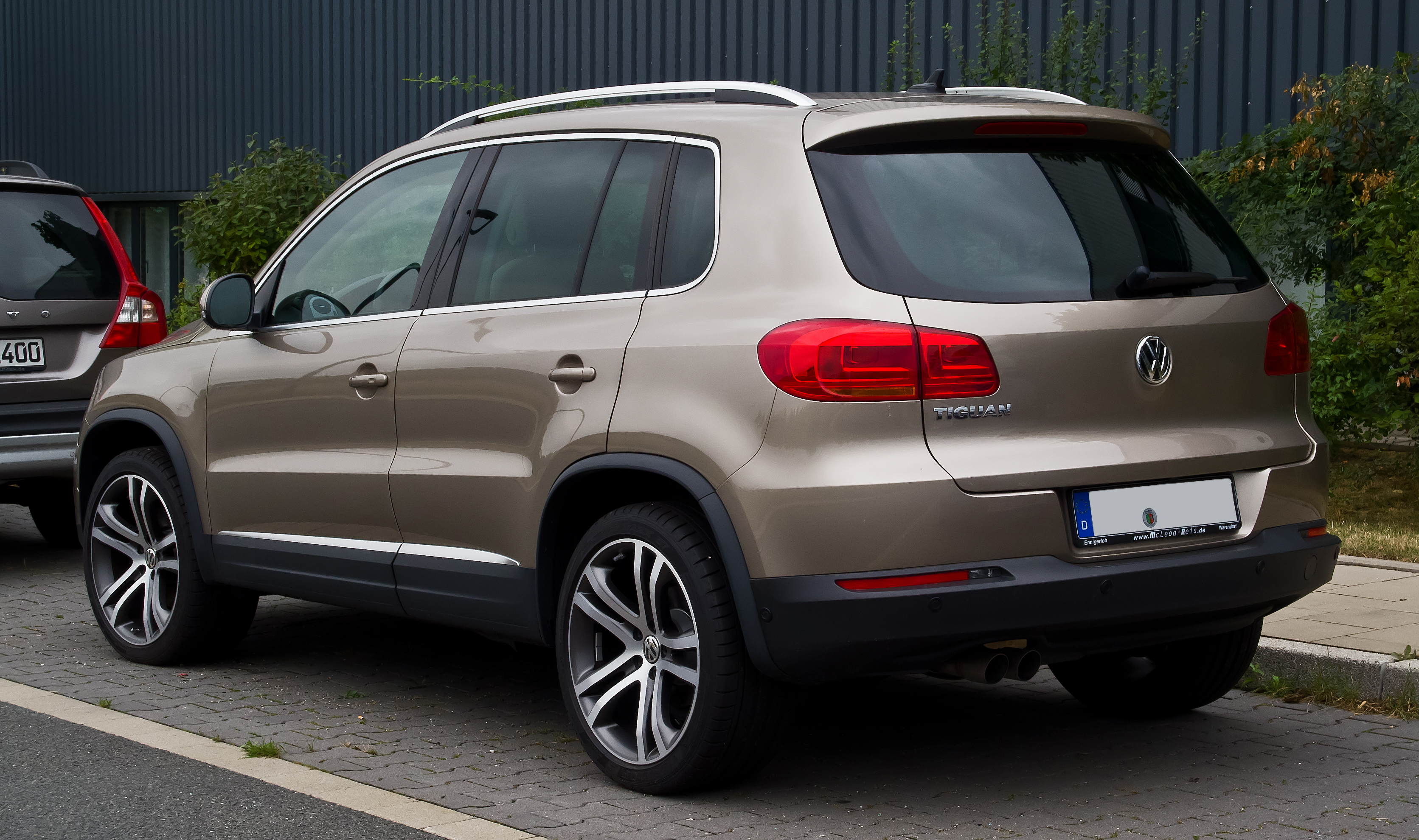
VW Tiguan Sport & Style (з 2011)
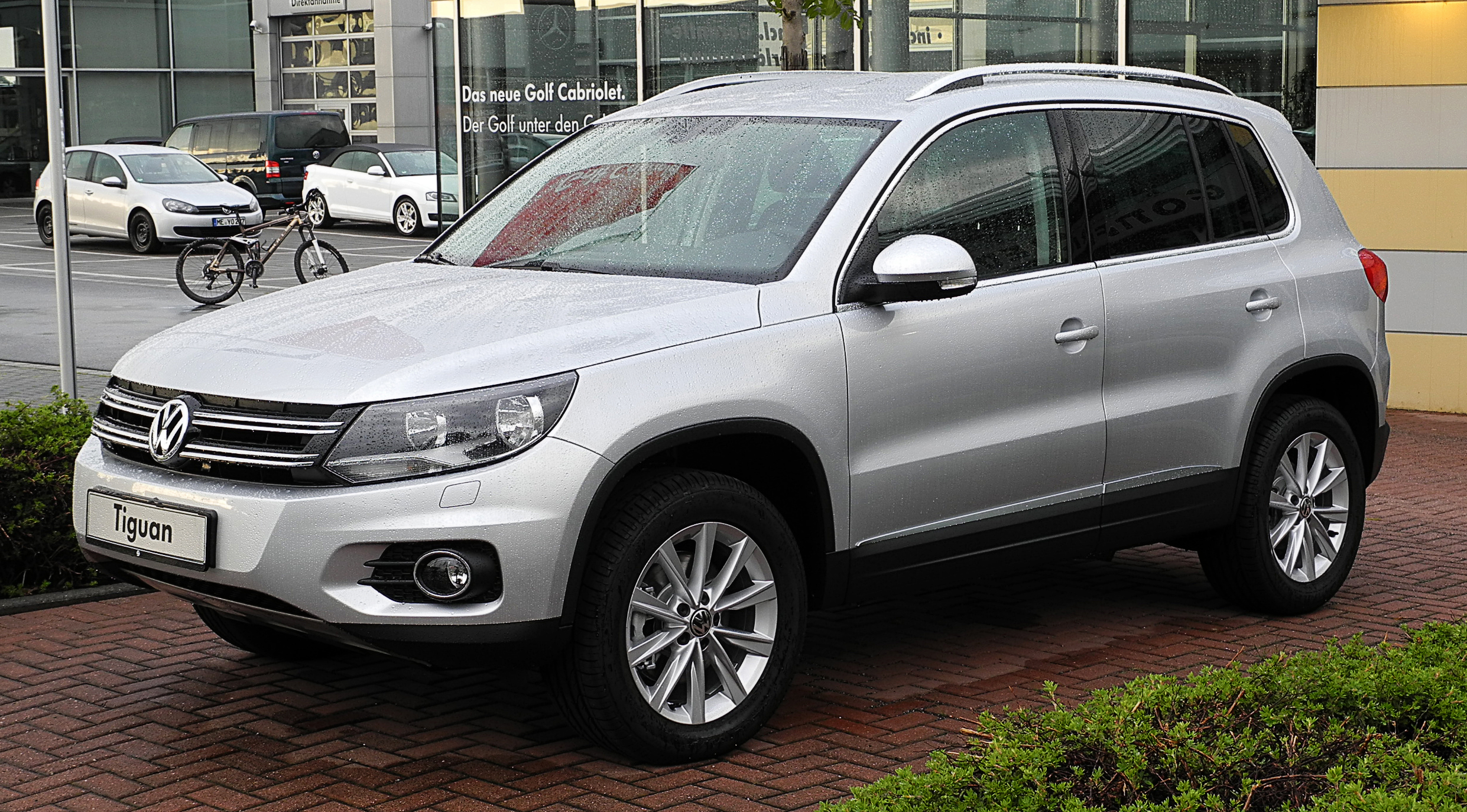
VW Tiguan Track & Style (з 2011)
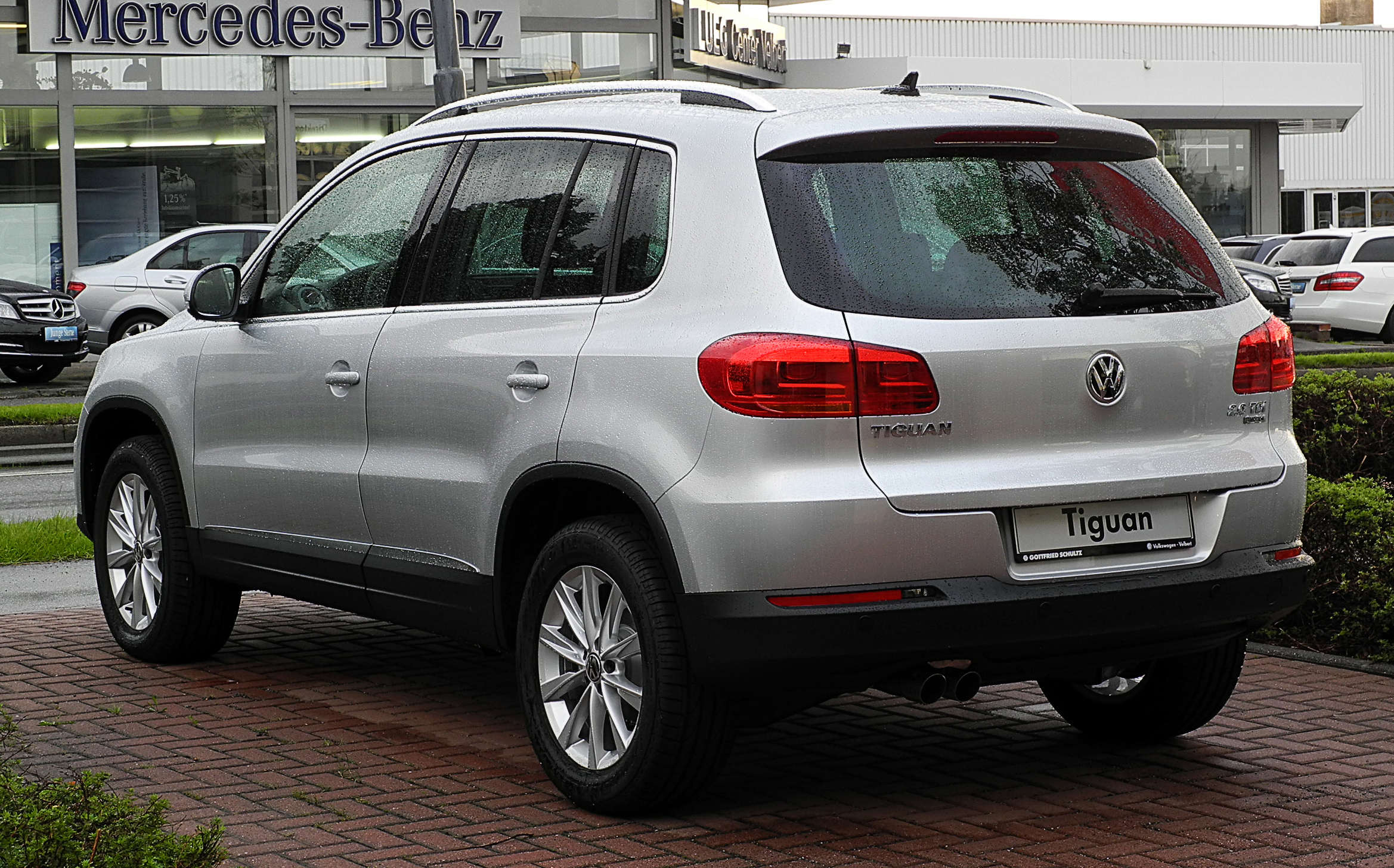
VW Tiguan Track & Style (з 2011)
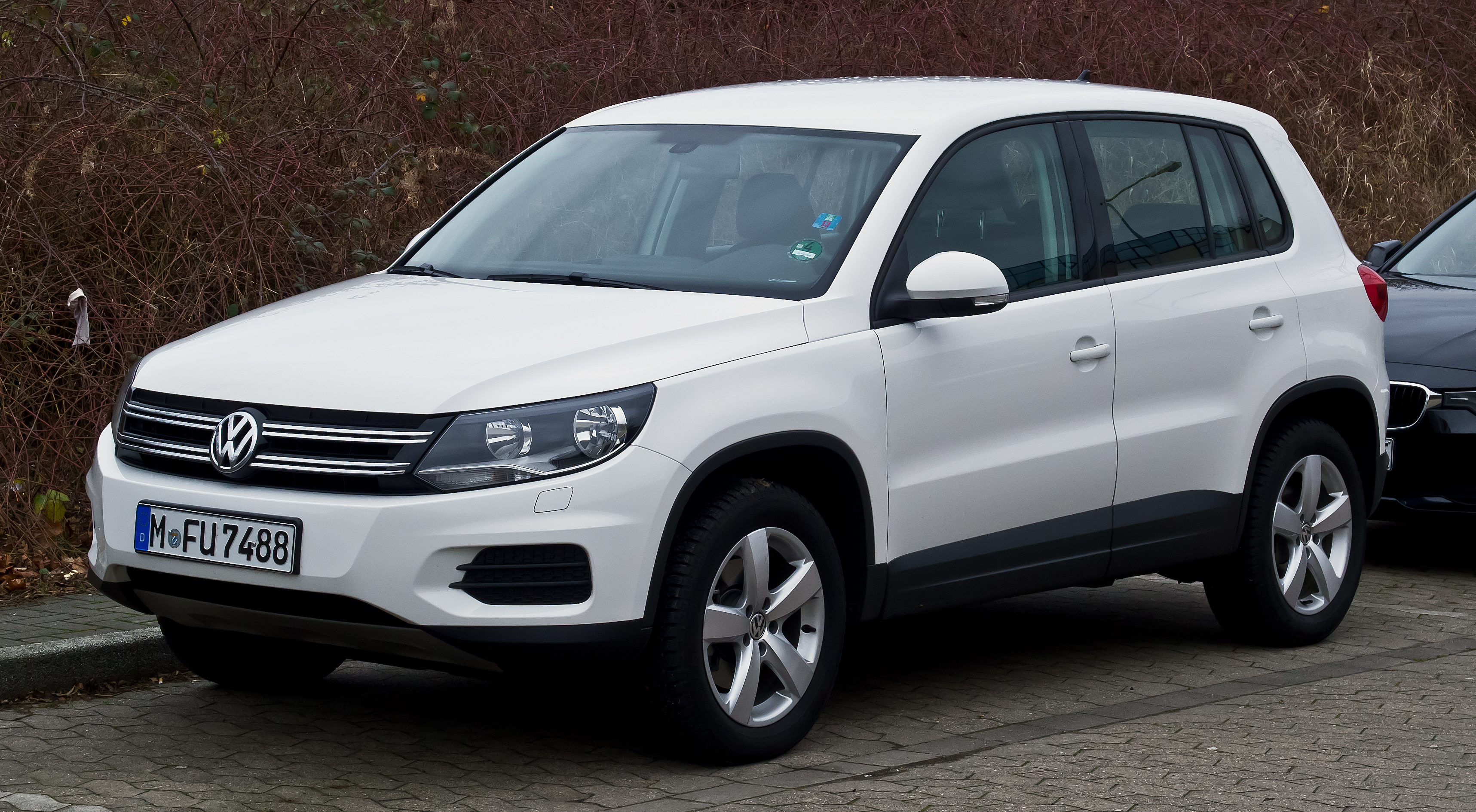
VW Tiguan Track & Field (з 2011)
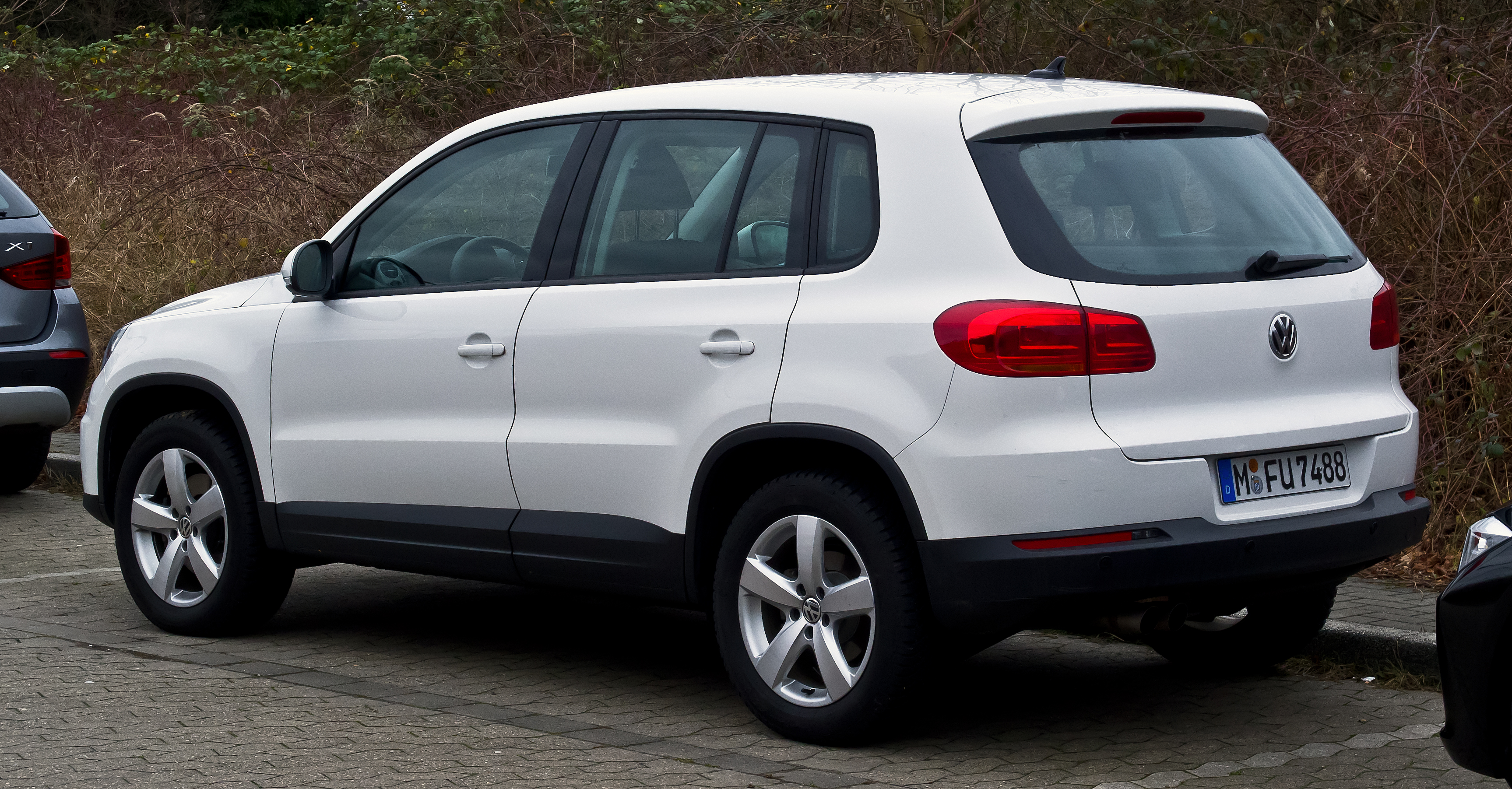
VW Tiguan Track & Field (з 2011)

### Технічні характеристики
| Бензинові |   |    |          |                   |        |           |
| 1.4 TSI   | 4 | 16 | 1390 см³ | 90 kW (122 к.с.)  | 200 Нм | 2010-2015 |
| 1.4 TSI   | 4 | 16 | 1390 см³ | 110 kW (150 к.с.) | 240 Нм | 2007-2011 |
| 1.4 TSI   | 4 | 16 | 1390 см³ | 118 kW (160 к.с.) | 240 Нм | 2011-2015 |
| 2.0 TSI   | 4 | 16 | 1984 см³ | 125 kW (170 к.с.) | 280 Нм | 2008-2011 |
| 2.0 TSI   | 4 | 16 | 1984 см³ | 132 kW (180 к.с.) | 280 Нм | 2011-2015 |
| 2.0 TSI   | 4 | 16 | 1984 см³ | 147 kW (200 к.с.) | 280 Нм | 2008-2011 |
| 2.0 TSI   | 4 | 16 | 1984 см³ | 155 kW (211 к.с.) | 280 Нм | 2008-2015 |
| Дизельні  |   |    |          |                   |        |           |
| 2.0 TDI   | 4 | 16 | 1968 см³ | 81 kW (110 к.с.)  | 280 Нм | 2010-2015 |
| 2.0 TDI   | 4 | 16 | 1968 см³ | 103 kW (140 к.с.) | 320 Нм | 2007-2015 |
| 2.0 TDI   | 4 | 16 | 1968 см³ | 125 kW (170 к.с.) | 350 Нм | 2008-2012 |
| 2.0 TDI   | 4 | 16 | 1968 см³ | 130 kW (177 к.с.) | 380 Нм | 2012-2015 |
| 2.0 TDI   | 4 | 16 | 1968 см³ | 135 kW (184 к.с.) | 380 Нм | 2015-2018 |

## Друге покоління (AD/BW; 2016-2024)

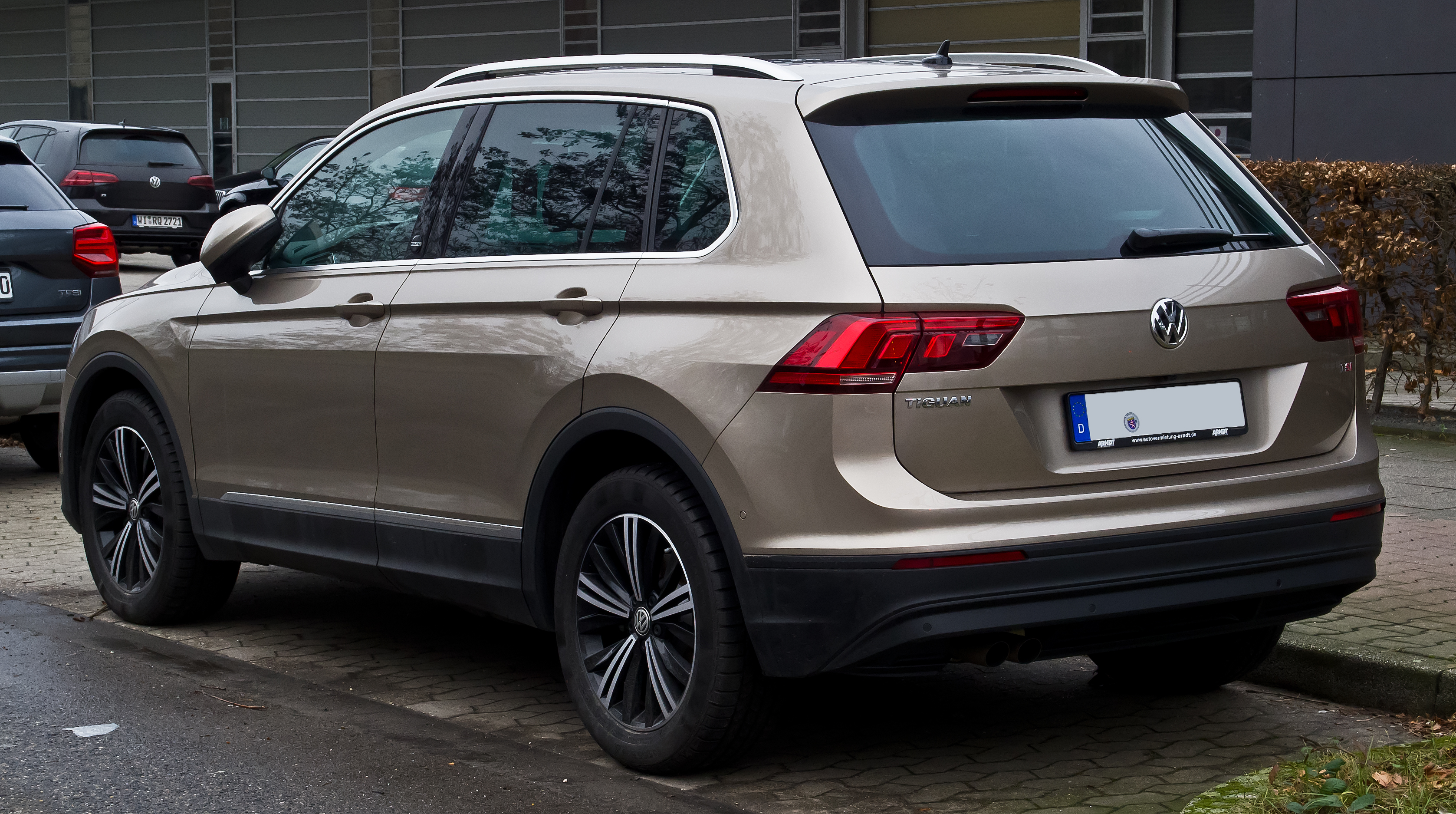
Volkswagen Tiguan 2

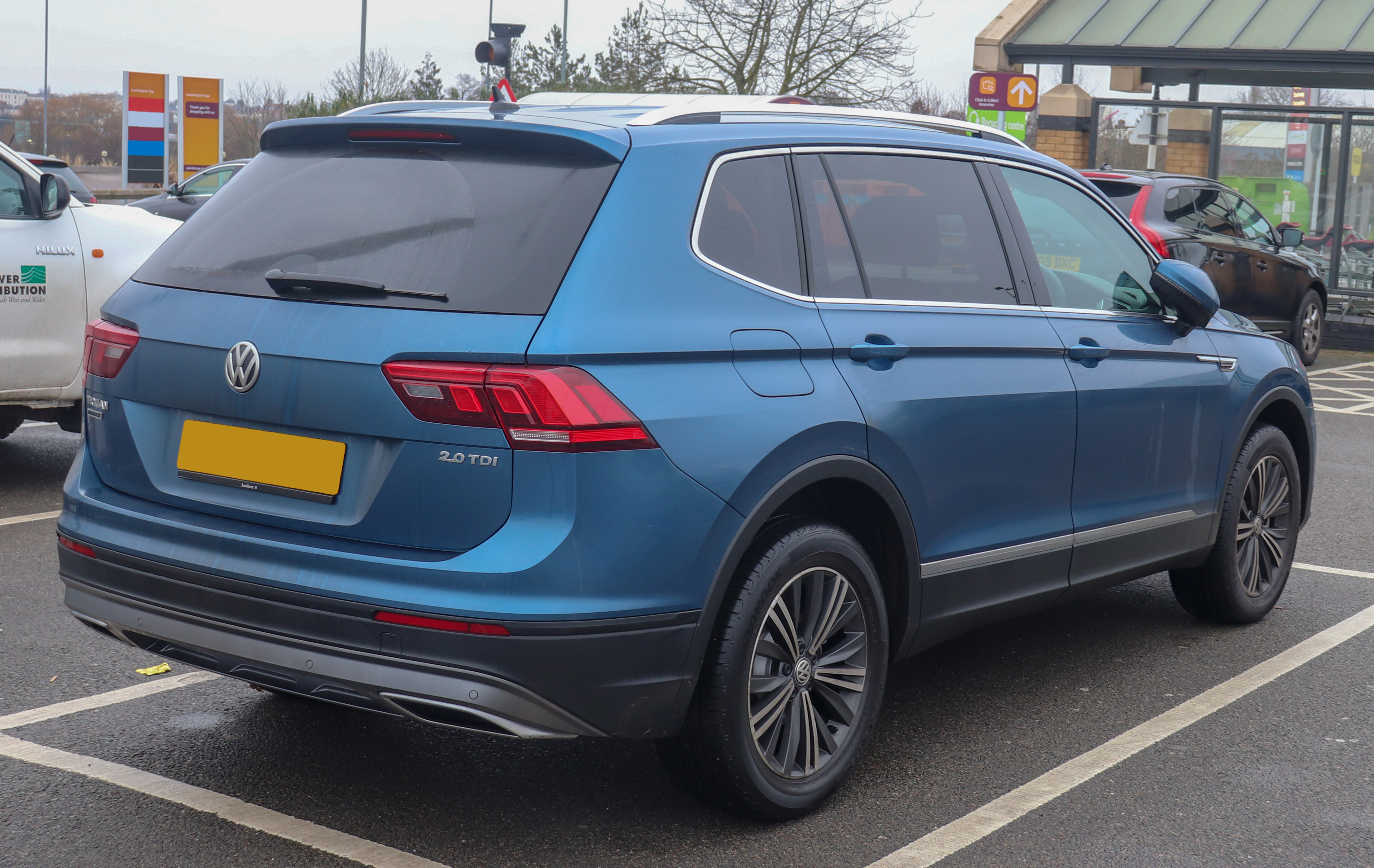
Volkswagen Tiguan Allspace

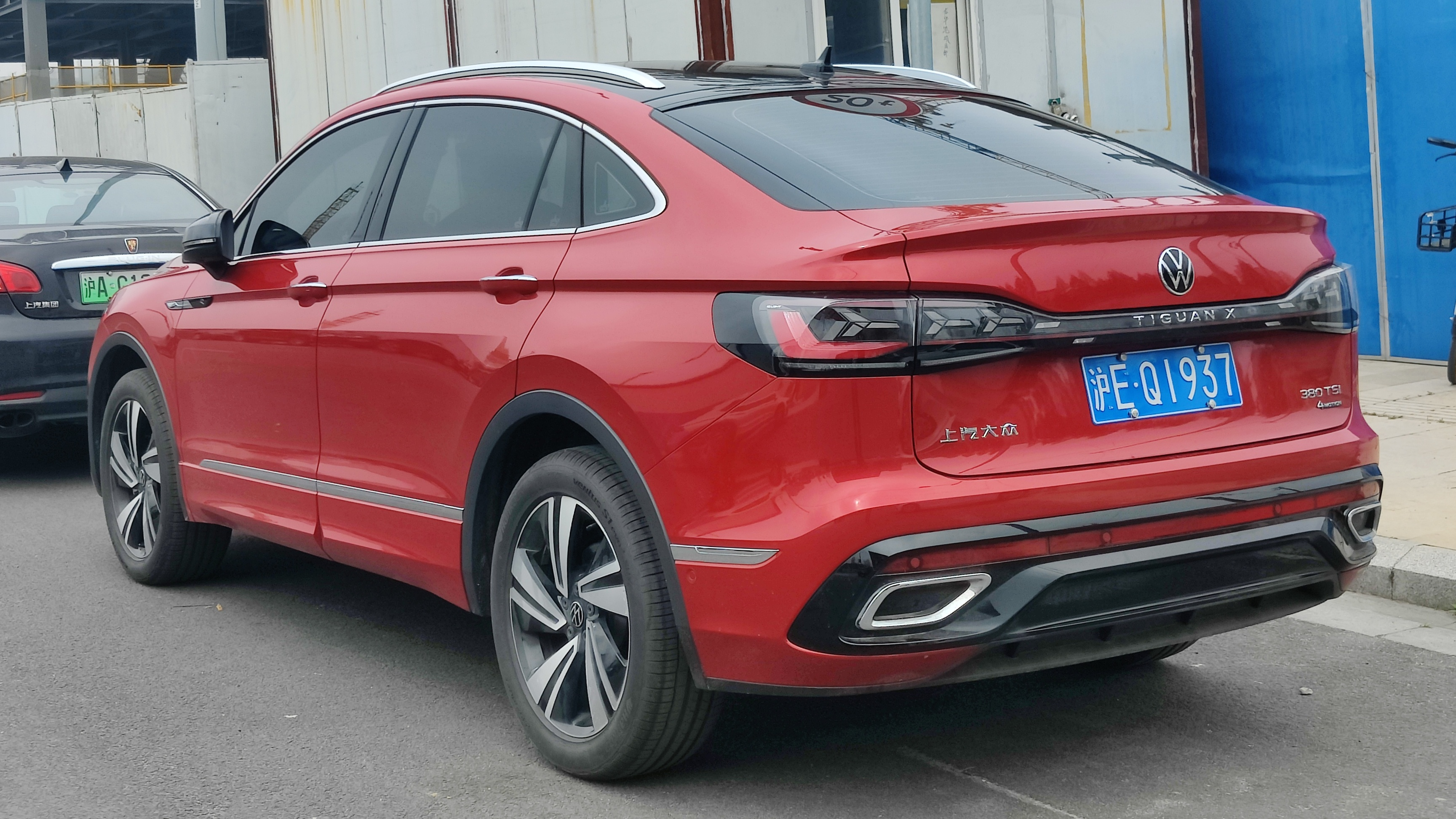
Volkswagen Tiguan X

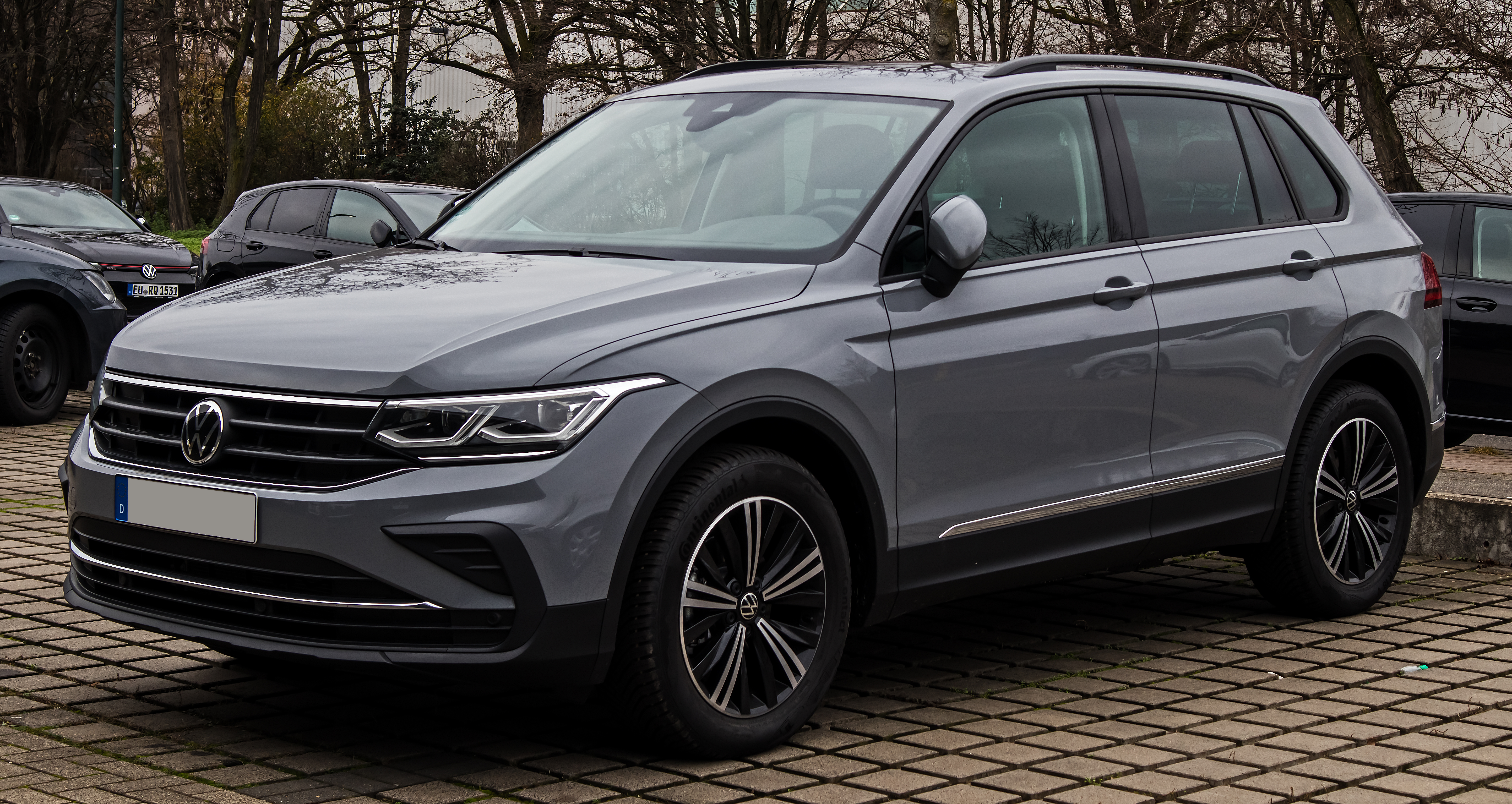
Volkswagen Tiguan 2 (з 2020)

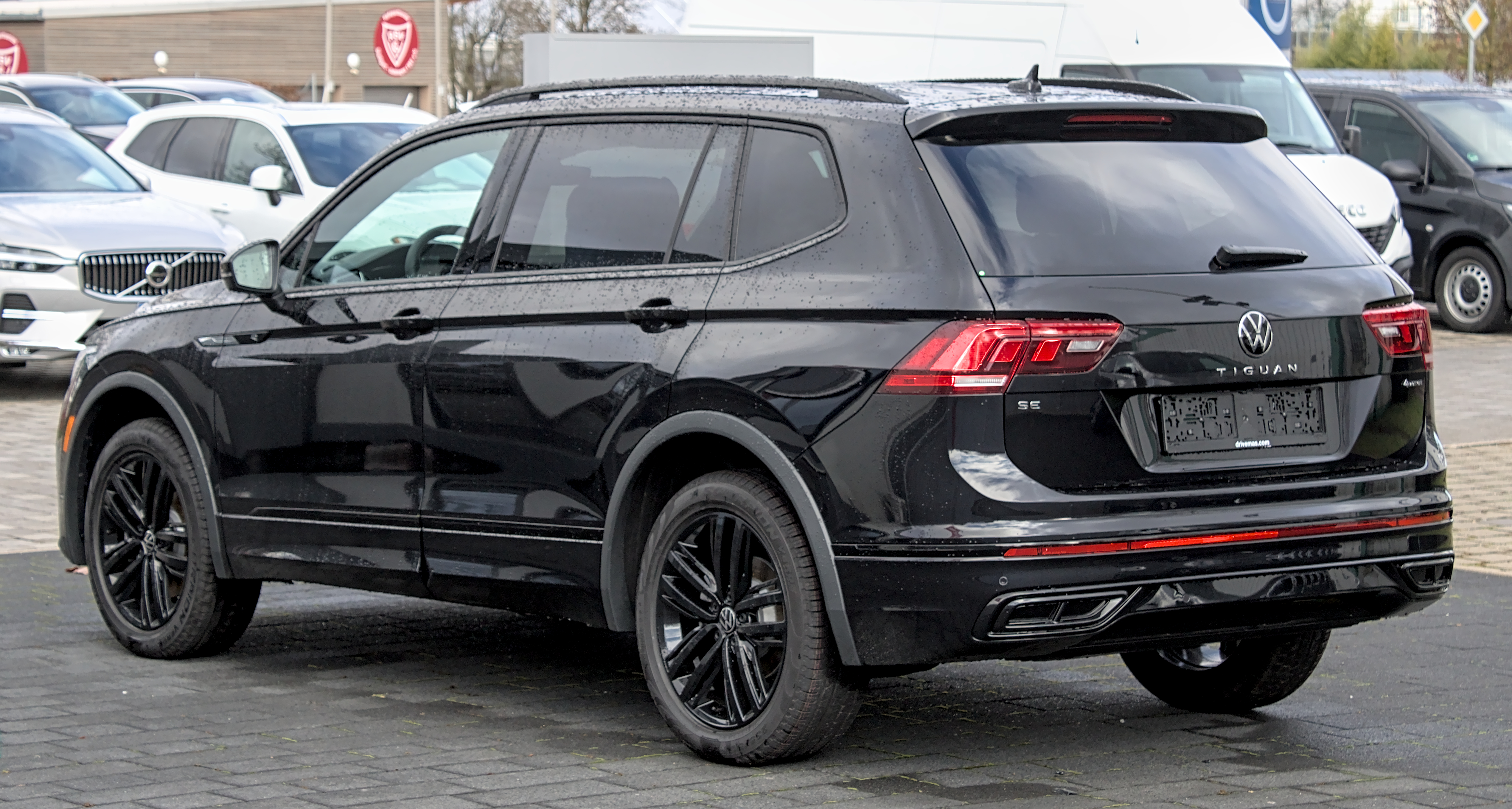
Volkswagen Tiguan Allspace (з 2021)

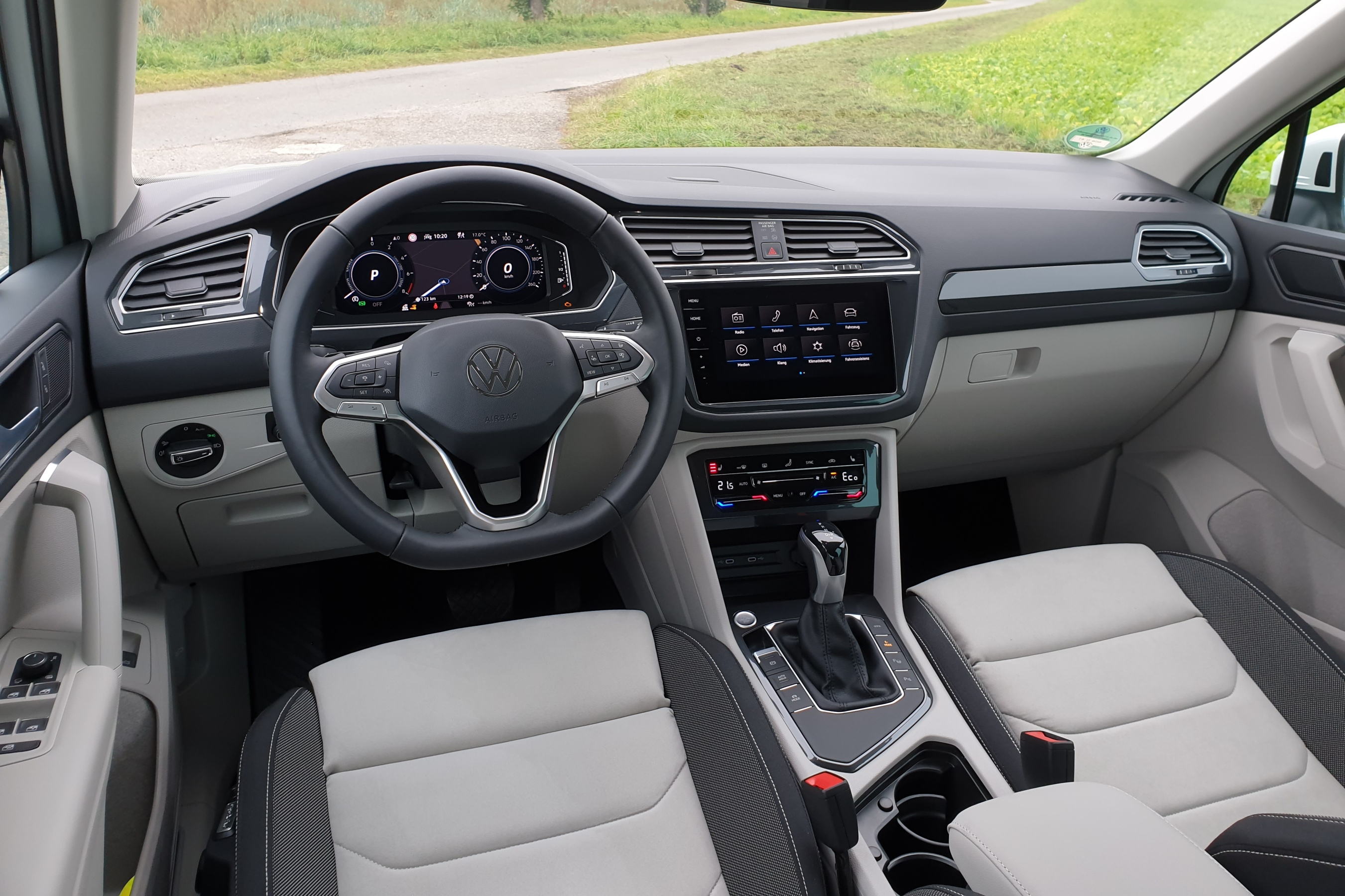
Салон

Volkswagen Tiguan другого покоління дебютував в 2015 році, крім звичайної моделі автомобіль виготовляється в подовженій версії Tiguan Allspace та версії купе CC, яка буде подібна на концепт-кар Volkswagen Cross Coupe Concept і з'явився на ринку в 2016 році.
Volkswagen Tiguan II збудовано на новій модульній платформі (MQB) зі стійками McPherson спереду і чотирьохважільою підвіскою ззаду. Автомобіль отримав три дизелі двигуни 1,6- і 2,0-літра потужністю від 120 до 240 кінських сил та п'ять бензинових двигуни 1,4-,1,5-, 1,8- і 2,0-літра потужністю від 125 до 220 кінських сил. Довжина автомобіля складає 4,5 м, колісна база виросла до 2,7 м. Передній привід – стандартний, та як опцією можна удосконалити автомобіль системою повного приводу з муфтою Haldex 5.
В середньому автомобіль став на 60-80 кг легшим від попередника.
Навіть найпростіший Tiguan дуже добре обладнаний, у відповідності до своєї, найвищої у класі, ціни. Базова версія 2.0T S обладнана безключовим відкриттям автомобіля, кнопкою запуску двигуна «старт», штучною шкірою V-Tex, підігрівом передніх сидінь, камерою заднього огляду, дзеркалом заднього виду із автоматичним затемненням, та аудіо-системою із 8-ма динаміками. Ще однією технічною новинкою для автомобіля 2016 року є нова інформаційно-розважальна система MIB II із сенсорним екраном.

### Tiguan Allspace
Влітку 2016 року з'явилися фото семимісної версії. 7-місна версія відрізняється розтягнутою до 2681 мм (+110 мм) колісною базою і більш довгим заднім звісом. Залежно від ринку кросовер має назви Tiguan LBW (Long Whell Base), L і Allspace (раніше називався XL), є частиною плану розширення лінійки кросоверів Volkswagen. Тоді ж були заплановані кросовери на базі VW Polo і VW Golf і нова модель з назвою Teramont, і третє покоління VW Touareg. Офіційна прем'єра семімісної версії відбулася в 2017 році на автосалоні в Детройті, а в березні - на Женевському автосалоні для європейського ринку.

### Оновлення 2020 року
У липні 2020 року компанія представила оновлення другого покоління Tiguan. Кросовер отримав оновлення дизайну, інтер'єру та технологій, а також отримав плагін-гібридну версію силової установки.
Окрім електрифікації кросовера, у компанії вперше зробили найпродуктивнішу версію, а саме Tiguan R. Tiguan буде доступний із новим двигуном 2.0 TSI, потужністю 320 к.с.
Volkswagen 2020 року отримав нові стандартні функції безпеки, включаючи моніторинг сліпих зон, попередження при перехресному русі ззаду і попередження при лобовому зіткненні з автоматичним екстреним гальмуванням і виявленням пішоходів. Tiguan також оснащений оновленою версією VW Car-Net - це система, яка допомагає стежити за станом і місцезнаходженням автомобіля на відстані.
Передньопривідний Volkswagen Tiguan 2021 має 3 ряди сидінь для 7 пасажирів. Повнопривідний кросовер - двохрядний, третій ряд можна встановити в якості опції.
В оновленому Volkswagen Tiguan 2022 об'єм багажника складає 340 л в трирядній та 1064 л в дворядній комплектації.  
Базова версія Tiguan 2023 витрачає в 8,4 л/100 км у змішаному циклі поїздки.

### Двигуни
Бензинові
- 1.4 TFSI Р4 125 к.с.
- 1.4 TFSI Р4 150 к.с.
- 1.5 TFSI Р4 150 к.с.
- 2.0 TFSI Р4 180 к.с.
- 2.0 TFSI Р4 220 к.с.

Дизельні
- 2.0 TDI Р4 115 к.с.
- 2.0 TDI Р4 150 к.с.
- 2.0 TDI Р4 190 к.с.
- 2.0 TDI Р4 240 к.с.

## Третє покоління (з 2023)

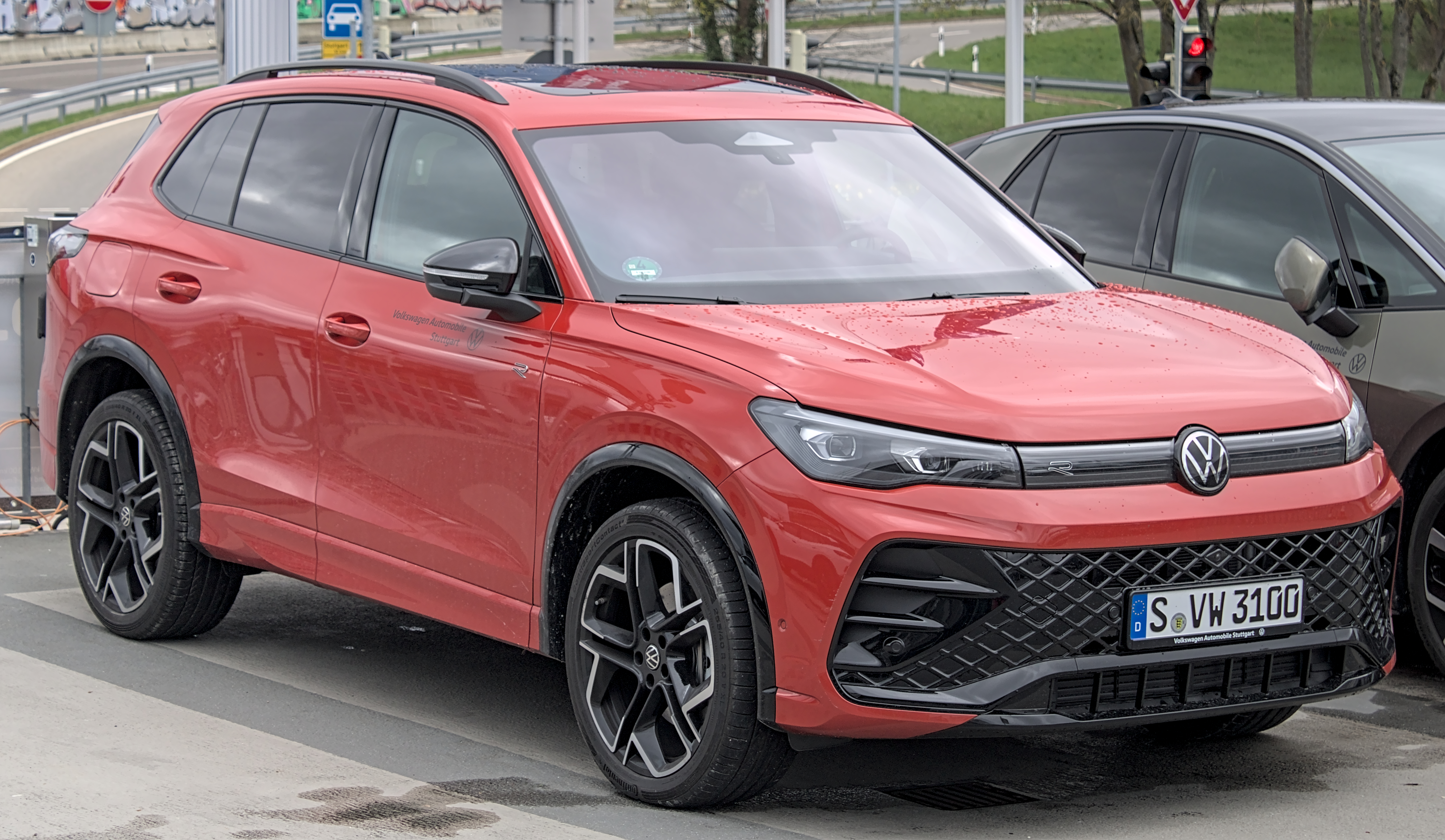
Volkswagen Tiguan ІІІ R-Line

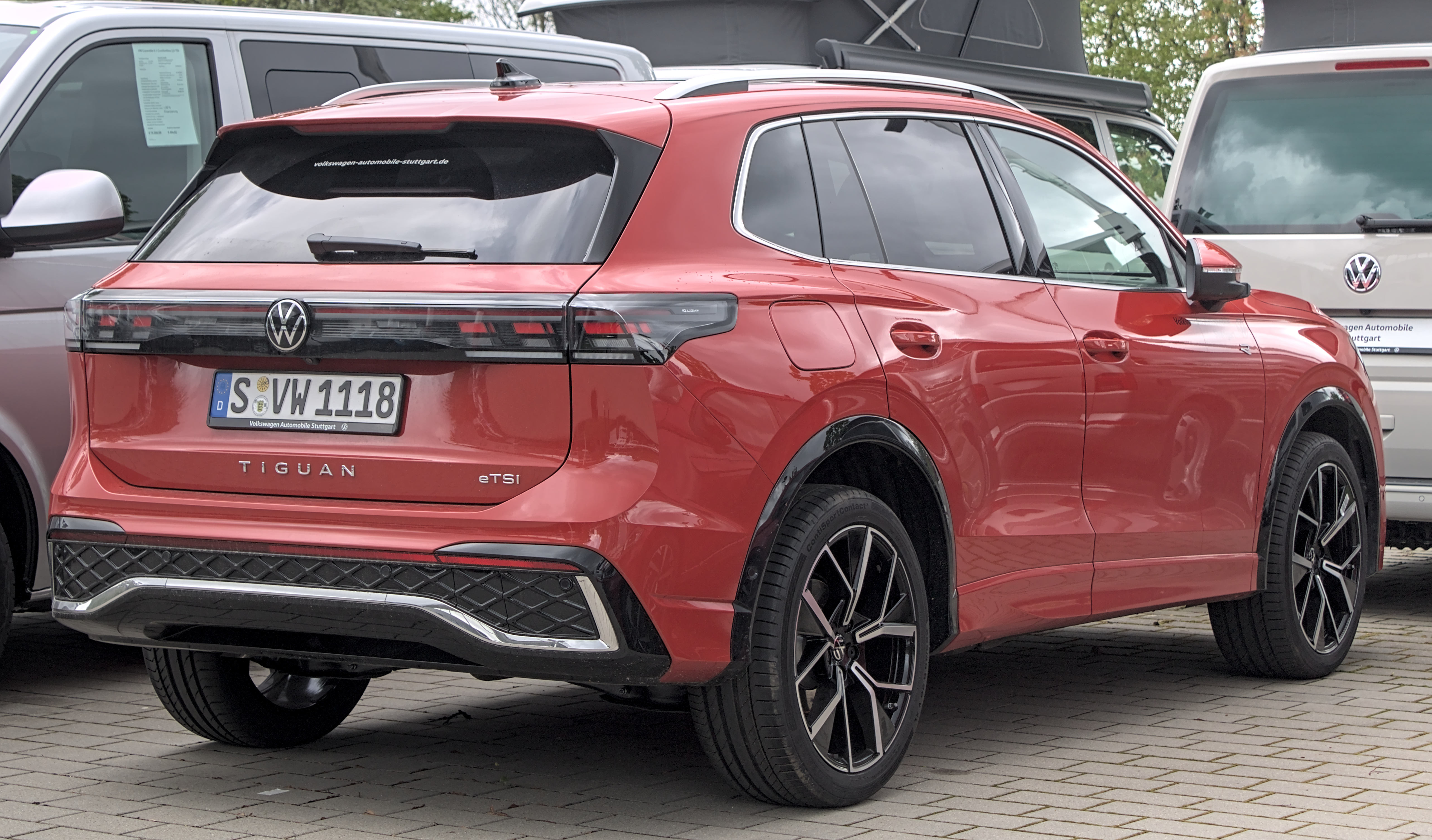

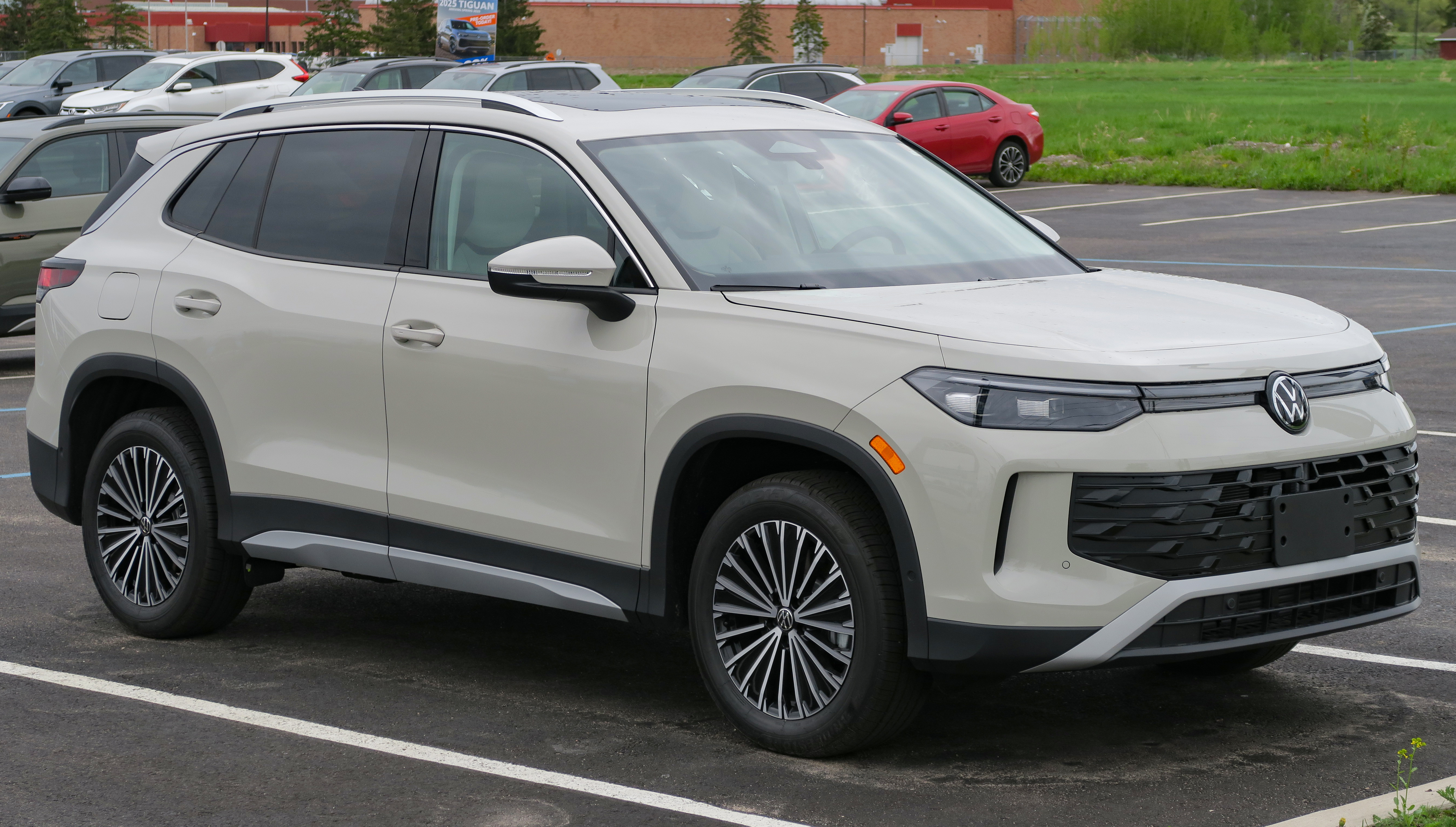
Volkswagen Tiguan (США)

14 червня 2023 року Volkswagen представив прототип Tiguan третього покоління, який офіційно буде представлений у 2024 році.

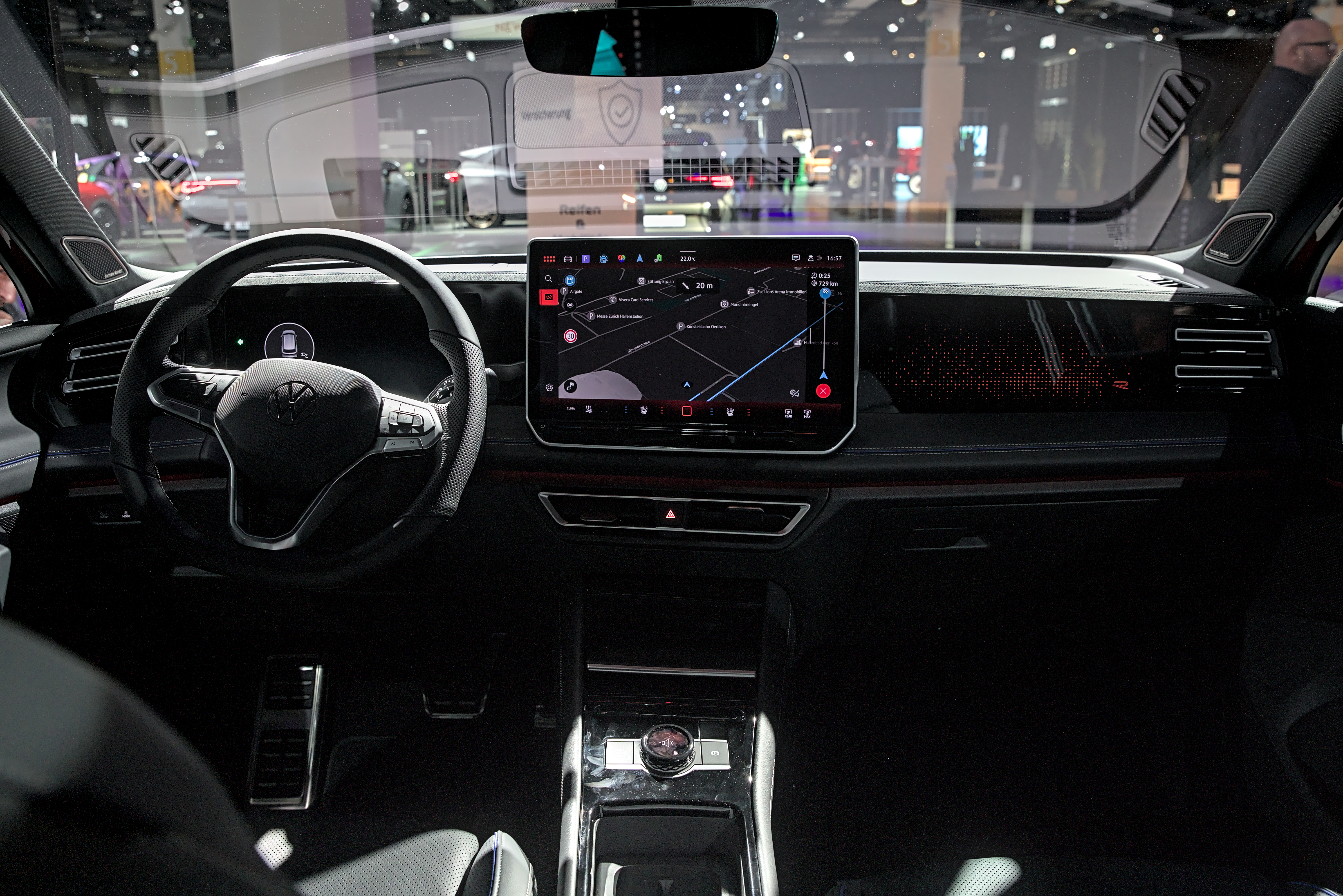

Серійну версію було офіційно представлено 19 вересня 2023 року. Автомобіль збудовано модульній платформі (MQB Evo).
Подовжена версія в Європі і Китаї називається Volkswagen Tayron, а в США Tiguan.

### Двигуни
Бензинові
- 1.4 L TSI I4
- 1.5 L TSI VW EA211 evo2 I4 mild hybrid 130/150 к.с.
- 2.0 L TSI VW EA888 I4 204/265 к.с.

Бензиновий plug-in hybrid
- 1.5 L TSI VW EA211 evo2 I4 204/272 к.с. (Tiguan eHybrid)

Дизельні
- 2.0 L TDI VW EA288 evo I4 150/193 к.с.

## Продажі
| рік  | Європа  | Китай†  | США     | США            |
| рік  | Європа  | Китай†  | Tiguan  | Tiguan Limited |
| ---- | ------- | ------- | ------- | -------------- |
| 2007 | 6,891   |         |         |                |
| 2008 | 92,638  |         |         |                |
| 2009 | 105,601 |         |         |                |
| 2010 | 104,971 | 70,112  |         |                |
| 2011 | 110,409 | 129,172 | 25,990  |                |
| 2012 | 151,517 | 173,062 | 31,731  |                |
| 2013 | 142,523 | 199,782 | 30,002  |                |
| 2014 | 150,641 | 237,404 | 25,121  |                |
| 2015 | 148,338 | 255,751 | 35,843  |                |
| 2016 | 178,333 | 240,510 | 43,638  |                |
| 2017 | 236,323 | 340,032 | 21,023  | 25,960         |
| 2018 | 250,842 | 303,374 | 89,476  | 13,546         |
| 2019 | 264,762 | 228,951 | 109,572 | 391            |
| 2020 | 176,288 | 190,444 | 100,687 |                |

† без урахування імпортованих моделей